# 朴市秦田來津
朴市秦田來津（？—663年10月5日），日本飛鳥時代人物。
他是渡來人秦河勝之子，根據《日本書紀》記載，661年，中大兄王子（即天智天皇）派出一批將領支援百濟對抗新羅和唐朝，在8月27日白江口（現南韓錦江）和唐朝海軍接戰，唐军仅以1万2千人的兵力就击溃了日本4万大军。田来津因羞愧而咬牙切齒，仰天發誓，亲自上前与唐军搏斗，手刃數十名唐军士兵；但最後還是不能扭转局势，力竭戰死。